# Deux Affreux sur le sable
Pour plus de détails, voir Fiche technique et Distribution.
Deux Affreux sur le sable (It Rained All Night the Day I Left) est un film réalisé par Nicolas Gessner, sorti en 1980.

## Fiche technique
- Titre original : It Rained All Night the Day I Left
- Titre français : Deux Affreux sur le sable
- Réalisation : Nicolas Gessner
- Scénario : Ted Allan, Richard Winckler et Pierre Pelegri
- Photographie : Richard Ciupka
- Montage : Yves Langlois
- Musique : Alain Leroux
- Pays d'origine : Canada - France - Israël
- Format : Couleurs - Mono
- Genre : comédie
- Date de sortie : 1980

## Distribution
- Tony Curtis (VF : Michel Roux) : Robert Talbot
- Louis Gossett Jr. : Leo Garcia
- Sally Kellerman : le Colonel
- John Vernon : Killian
- Lisa Langlois : Suzanna
- Guy Hoffmann : le prêtre